# 羽化

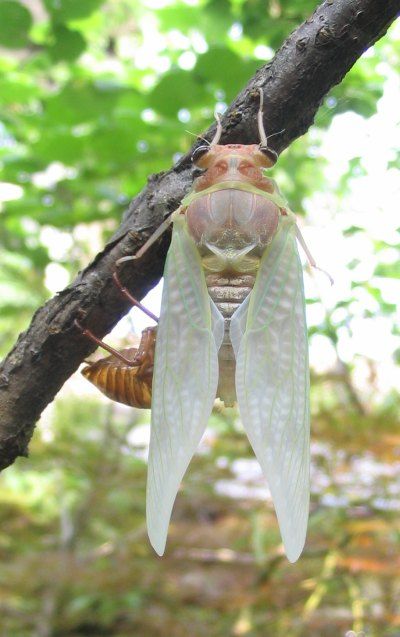
羽化直後のアブラゼミ。セミは不完全変態をおこない、幼虫から蛹の時期を経ずに成虫となる

羽化（うか）とは、昆虫が、幼虫または蛹から成虫に脱皮・変態すること。英: Eclosion。
昆虫の羽（はね・翅（し））はほぼ全ての昆虫に見られる、昆虫独自の構造である。昆虫において完成した翅は成虫にしか見られないことから、成虫になるときの脱皮を特に羽化という。

## 概要
昆虫の変態の様式は大きく分けて不完全変態と完全変態に分けられる。
不完全変態の昆虫の場合、幼虫の背中には小さな翅があり、羽化の際にこれが大きくなる。完全変態の昆虫では、幼虫の間は翅は外から見えず、蛹になってはじめて外見上でわかるようになる。
いずれにせよ成虫になるときには、翅が一気に伸びて成虫の姿になる。
蛹から出た直後は翅は皺くちゃで、体液を送り込むことによって翅を伸ばす。そのため、翅が伸びるための十分な空間がない場合、翅が充分に伸びず、その後の活動が出来なくなる。これは昆虫に良く見られる事故の一つである。カブトムシやクワガタムシなど地中に蛹室を作る昆虫によく見られる。
セミ、トンボ、チョウなどは翅が伸び切るのに時には数十分を要し、翅が固まるまではさらに時間がかかる。この間に翅に何かが触れたり、風などで吹き飛ばされたリすると、翅が伸び切らなかったり、歪んたりといった事故を起こして翅が奇形化し、やはりその後の活動に支障を来す。この様な昆虫では、羽化は夜間に行なわれる場合が多い。
他方、翅が伸びてしまうのにほとんど時間がかからないものもある。ユスリカの場合、蛹が水底から泳ぎ上がり、水面に頭が触れると脱皮が始まり、成虫の体が出てくると、あっという間に翅が伸びて成虫が水面の上に乗った形になる。